# Georg Petschek
Georg Petschek (* 20. Juli 1872 in Kolín, Königreich Böhmen, Österreich-Ungarn; † 5. September 1947 in Cambridge, Massachusetts, USA) war ein österreichischer Rechtswissenschaftler.

## Leben
Georg Petschek wuchs in gutsituierten Verhältnissen auf. Sein Großvater war der Koliner Textilhändler Israel Petschek, dessen Söhne den wirtschaftlichen Grundstein der Unternehmensdynastie Petschek legten. Georg Petscheks Vater, Samuel ben Israel Petschek (1825–1890), setzte den Textilhandel der Familie fort und besaß in Kolin eine große Galanterie- und Schnittwarenhandlung. Seine Mutter, Josefine Petschek, geborene Führt (1835–1891), entstammte zwei ebenfalls wirtschaftlich erfolgreichen Koliner Unternehmerfamilien. Er hatte zwei ältere Geschwister: Richard Petschek (1863–1933) und Regina Petschek (1865–1901).
Seine Schulzeit absolvierte er am Kaiserlich-Königlichen Staats-Untergymnasium in Prag–Neustadt. Nach der Matura studierte Petschek von 1890 bis 1894 Rechtswissenschaften an der deutschen Karl-Ferdinands-Universität in Prag, wo er im Jahr 1896 zum Dr. iur. promovierte. Nach Gerichtspraxis sowie Studien in Halle und Leipzig habilitierte er im Jahr 1902 in Prag mit einer Arbeit über Die Zwangsvollstreckung in Forderungen nach österreichischem Recht. 1904 erfolgte seine Ernennung zum Titularprofessor. Ab 1907 wirkte Petschek zunächst als außerordentlicher Professor und ab 1910 als ordentlicher Professor an der deutschsprachigen Universität Czernowitz, zeitweise auch als Dekan.
Am 12. Juli 1908 heiratete er in der Prager Maisel-Synagoge Elisabeth Elly Kornfeld, die Tochter des Prager Fabrikanten Friedrich Kornfeld. Aus der Ehe gingen zwei Kinder hervor: Edith Petschek, die am 14. Mai 1914 im Alter von viereinhalb Jahren verstarb, und Kurt Petschek (1913–1973), der später in den USA ebenfalls Rechtswissenschaften an Universitäten lehrte. Vermutlich konvertierte Georg Petschek in Czernowitz vom jüdischen zum  römisch-katholischen  Glauben; der Soziologe Christian Fleck charakterisierte Petschek zu dieser Zeit als Zugehörigen einer Gruppe katholisch-konservativer Professoren.
Im Zuge des Zerfalls Österreich-Ungarns und der damit verbundenen Vertreibung der deutschsprachigen Professoren aus Czernowitz emigrierte Petschek im Frühjahr 1919 mit seiner Familie nach Wien. Von der neuen österreichischen Regierung wurde er ab dem 1. März 1920 als Privatdozent für Zivilgerichtliches Verfahrensrecht an der Universität Wien weiterbeschäftigt, wofür er jedoch erneut habilitieren musste. Neben Petschek wurde das Fach durchgehend von 1920 bis 1938 noch von vier anderen Privatdozenten an der Wiener Universität gelehrt: Hans Sperl, Gustav Walker, Rudolf Pollak und Hans Schima (sen.).
Wie in Österreich üblich, durfte Petschek den im Jahr 1910 verliehenen Berufungstitel Ordentlicher Professor weiterhin führen. Er war jedoch kein Angehöriger des Professorenkollegiums der Wiener Universität, wogegen Petschek beim Verfassungsgerichtshof erfolglos Klage einreichte. Laut Urteil des Gerichtshofs vom 20. April 1926 bestand seine Zugehörigkeit zur Wiener Universität nur darin, dass er an der rechts- und staatswissenschaftlichen Fakultät als Privatdozent habilitiert war. Damit besaß er zwar einen wirksamen Lehrauftrag im Staatsdienst, jedoch keine Lehrverpflichtung und keine ausdrückliche Bezeichnung seiner Zugehörigkeit zu einer österreichischen Hochschule.
Ab 1925 gab Petschek das Österreichische Zentralblatt für die juristische Praxis heraus, wo er auch selbst OGH-Entscheidungen kommentierte. 1928 veröffentlichte er eine viel beachtete Sammlung von schwierigen zivilprozessualen Rechtsfällen zu Übungszwecken; 1931 vollbrachte er das „Kabinettstück“, das gesamte österreichische Zivilprozessrecht für das Handwörterbuch der Rechtswissenschaften auf 39 Seiten darzustellen. Der Arbeits- und Schreibstil von Georg Petschek wurde als äußerst exakt und penibel beschrieben, was nach Angaben einiger seiner Fachkollegen manchmal zu Lasten der Verständlichkeit und Lesbarkeit ging. Er führte zahlreiche neue Rechtsbegriffe ein, die unverändert noch heute Anwendung finden, so etwa „Rechtsschutzfähigkeit“, „relative Unbeachtlichkeit“ oder „Bindungskonflikt“.
Bis 1938 übte Petschek durch viele wissenschaftliche Publikationen sowie durch kritische und scharfsinnige Texterörterungen höchstgerichtlicher Entscheidungen maßgeblichen Einfluss auf die Rechtsprechung des OGH aus. Im Grenzgebiet zum Verfassungsrecht zeigte er durch seine Lehre neue Wege und war darüber hinaus maßgeblich an der prozessualen Rechtsentwicklung in der Tschechoslowakei beteiligt. Petscheks systematische Darstellungen über den österreichischen Zivilprozess, das österreichische Zwangsvollstreckungsrecht und das österreichische Insolvenzrecht wurden erst nach seinem Tod in vollem Ausmaß ersichtlich. Er gilt als verspäteter, aber umso konsequenterer Vertreter einer österreichischen Modifikation der Lehre vom Rechtsschutzanspruch.
Nach dem Anschluss Österreichs an das Deutsche Reich verloren alle fünf im Fach Zivilverfahrensrecht an der Wiener Universität tätigen Privatdozenten ihre Lehrbefugnis und wurden in den dauerhaften Ruhestand mit Ruhegenuss versetzt. Einerseits hatten Petschek, Sperl, Walker und Pollak das Pensionsalter ohnehin bereits überschritten, anderseits war jeder von ihnen – wenigsten zum Teil – jüdischer Abstammung. Nach seiner Zwangspensionierung am 22. April 1938 beantragte und erlangte Petschek eine Unbedenklichkeitsbescheinigung zur legalen ständigen Ausreise und emigrierte noch im selben Jahr über ein Non-quota-Visum in die USA.
In der Regel wurde Personen, die das 60. Lebensjahr überschritten hatten, in den Vereinigten Staaten nur Aufnahme gewährt, wenn Dritte deren Unterhalt garantierten. Gut situierte Verwandte in New York bürgten für Petschek und nach der Zahlung großzügiger Spenden beschäftigte ihn die Harvard University für das Studienjahr 1940/41 als sogenannten National Research Associate – eine Phantasiebeschreibung für eine Gruppe von betagten Exil-Professoren, die keine anderweitigen Beschäftigungen an Universitäten in den USA erhielten.
Tatsächlich bekam Petschek lediglich ein Büro in der Bibliothek der Harvard Law School zugewiesen, jedoch keinerlei Vergütung. Er war offiziell nicht mit dem Wissenschaftssystem der Universität verbunden, geschweige als Lehrkraft zugelassen. Dies entsprach Harvards Politik gegenüber Flüchtlingen. Allgemein nutzten US-amerikanische Universitäten nur vorübergehend die Gelegenheit, einige der führenden Köpfe des deutschsprachigen „Wissenschaftswesens“ für sich zu gewinnen. Im Laufe der Zeit kamen sie zu der Erkenntnis, dass jüngere Emigranten besser in der Lage waren, „amerikanische“ Praktiken des Rechtsunterrichts und der Wissenschaft zu übernehmen, als ihre älteren Kollegen.
Petschek war sich der Situation früh bewusst und gab sich keinerlei Illusionen hin. Schon am 1. Juni 1939 hielt er in einem Brief an den Harvard-Professor James M. Landis fest:

„Viele von den Nationalsozialisten vertriebene Gelehrte unterliegen einem fundamentalen Missverständnis hinsichtlich der Gründe für eine Anstellung an US-amerikanischen Universitäten. Diese haben jedoch kein Interesse an deutschen Professoren, sie stellen lediglich eine billige Erweiterung des Lehrangebotes dar. Nicht wenige geflüchtete Wissenschaftler glauben weiterhin, dass die amerikanischen Interessen an der gemeinsamen Sache der Rechtswissenschaft und dem wissenschaftlichen Ruf ihres Heimatlandes ihnen ihre Ernennung in den USA einbringt. Dieser Glauben enthält jedoch zwei fehlerhafte Annahmen: Erstens hoffen amerikanische Rechtsprofessoren möglicherweise immer noch, Ähnlichkeiten zwischen den Rechtsordnungen festzustellen; und zweitens, dass das Wort Wissenschaft immer noch die magische Anziehungskraft unter den Rechtsfakultäten besitzt, die es Ende des 19. Jahrhunderts innehatte. Durch den Niedergang der Rechtsstaatlichkeit in Deutschland sind amerikanische Professoren jedoch daran interessiert, ihre Gesetze, Institutionen und Ansätze vom deutschen Beispiel zu unterscheiden.“

Damit war ihm klar, dass die Law Schools in erster Linie daran Interesse zeigten, ihre eigene professionelle Identität, die sich bis zum Ende der 1920er Jahre am Vorbild des deutschen und österreichischen Rechtsprofessors orientiert hatte, von diesem zu emanzipieren. Besondere Qualifikationen konnten insofern für geflüchtete Wissenschaftler zum Problem werden. Letztlich blieb Petschek nach Beendigung seiner kurzen Tätigkeit als „Nationaler Forschungsmitarbeiter“ in Cambridge (Massachusetts) sesshaft und verfasste die letzten Jahre seines Lebens zwei monographische Studien: eine über österreichisches zivilgerichtliches Verfahren und eine andere über österreichisches und tschechisches Insolvenzrecht.
Dessen Veröffentlichung erlebte er nicht mehr. Georg Petschek erlag am 5. September 1947 im Alter von 75 Jahren zuhause in seinem Studierzimmer einem Schlaganfall.

## Werke (Auswahl)
- Abfindung des materiellen Klagsanspruchs nach österreichischem Civilprocessrecht. Wien, Manz, 1903.
- Der Entlohnungsanspruch des Armenanwalts nach Österreichischem Recht. Wien, Alfred Hölder, 1906.
- Zivilprozeßrechtliche Studien zum Entwurfe eines Gesetzes, betreffend den Schutz gegen unlauteren Wettbewerb. Wien, Manz, 1907.
- Die Einhebung von Geldstrafen und anderen Beträgen durch die Gerichte. Wien, Manz, 1915.
- Die Feststellung von Forderungen gegenüber dem Schuldner im Konkurs und im Ausgleichsverfahren. Wien, M. Perles, 1925.
- Rechtsfälle für Übungen von Studierenden und von Anwärtern juristischer Berufe. Bd. 3, Abt. 1 Rechtsfälle aus dem Zivilprozeßrecht. Wien, Perles, 1928.
- Die Entwürfe von Zivilprozessgesetzen für die Tschechoslowakei. Reichenberg, Gebr. Stiepel, 1932.
- Zivilprozessrechtliche Streitfragen. Wien, Perles, 1933.
- Der österreichische Zivilprozess. Wien, Manz, 1963.
- Das österreichische Zwangsvollstreckungsrecht. Wien, Manz, 1968.